# Tronzano Vercellese
Tronzano Vercellese es una localidad y comune italiana de la provincia de Vercelli, región de Piamonte, con 3.610 habitantes.

## Evolución demográfica
| Gráfica de evolución demográfica de Tronzano Vercellese entre 1861 y 2001 |
|                                                                           |
| Fuente ISTAT - elaboración gráfica de Wikipedia                           |